# Skellefteå Skyttegille
Skellefteå Skyttegille är en sportskytteförening från Skellefteå, Västerbotten, Sverige.
Skellefteå Frivilliga Skarpskytteförening bildades 1863 och är såvitt känt Norrlands näst äldsta idrottsförening, efter Umeå Skarpskytteförening som bildades två år tidigare. Förutom pris- och tävlingsskjutning ingick till en början idrottsövningar i form av bajonettfäktning och gymnastik i föreningens verksamhet.
1887 bytte föreningen namn till Skellefteå Skyttegille. Eftersom Umeå Skarpskytteförening la ned sin verksamhet 1875, är Skellefteå Skyttegille idag Norrlands äldsta existerande idrottsförening.
1901 färdigställdes en skyttepaviljong på Norrböle, och i anslutning till den skjutbanor för snabbskjutning och närstrid, samt 100- och 300-metersbanor. Idag utövas skytte på skjutbanan i Hedensbyn.
Skellefteå Skyttegille har tagit två SM-guld i banskjutning, 1958 och 1962, genom Gideon Lundqvist.